# Tejeda de Tiétar
Tejeda de Tiétar ist ein spanischer Ort und eine Gemeinde (municipio) mit 766 Einwohnern (Stand: 2024) in der Provinz Cáceres in der autonomen Gemeinschaft Extremadura. Neben dem Hauptort Tejeda de Tiétar gehört die Ortschaft Valdeíñigos de Tiétar zur Gemeinde.

## Lage und Klima
Tejeda de Tiétar liegt knapp 90 km (Fahrtstrecke) nordnordöstlich der Provinzhauptstadt Cáceres in einer Höhe von ca. 445 m. Der Tiétar begrenzt die Gemeinde im Süden.

## Geschichte
Die Ersterwähnung des Ortes befindet sich auf der Rückseite eines Schiefertäfelchens, das vor 1889 im benachbarten Barrado (etwa 7 km entfernt) gefunden wurde (Pizarra de Barrado). Auf diesem Täfelchen adressiert ein Faustinus einen Herrn Paulus (domno Paulo), diesem schicke er einen Meracius aus Tiliata (Tejeda), um ihm zu helfen (illum Meracium manda [d]e Tiliata uenire ut aiutet tibi). Die Eibe im unteren Feld des Wappens geht auf eine falsche Reeytmologisierung des Ortsnamens Tejeda von lat. taxus zurück.

## Bevölkerungsentwicklung
| Jahr      | 1900 | 1950 | 1970 | 1981 | 1991 | 2001 | 2011 | 2021 |
| Einwohner | 712  | 1416 | 1555 | 1206 | 1086 | 969  | 866  | 770  |

Die Mechanisierung der Landwirtschaft und die Aufgabe bäuerlicher Kleinbetriebe („Höfesterben“) haben zu einer Abwanderung vieler Menschen in die Städte geführt.

## Wirtschaft
Die Landwirtschaft incl. der Viehzucht (ganadería) bildet die Wirtschaftsgrundlage der Gemeinde; infolgedessen haben sich einige kleinere verarbeitende Betriebe angesiedelt.

## Sehenswürdigkeiten
- Michaeliskirche
- Christuskapelle
- Sebastianuskapelle